# Émilie Dequenne
Emilie Dequenne (Belœil, 29 d'agost de 1981 — Villejuif, 16 de març de 2025) va ser una actriu belga reconeguda internacionalment per la seva interpretació a Rosetta (1999), pel·lícula amb la qual va guanyar la Palma d'Or a Canes. A la seva carrera, va participar en més de seixanta pel·lícules i sèries, destacant títols com El pacte dels llops (2001), Le grand Meaulnes (2006), Charlotte Corday (2008) i Perdre la raison (2012), pel·lícula per la qual va obtenir el premi a la millor actriu a la secció Un Certain Regard a Canes. Va rebre cinc nominacions als premis César, guanyant finalment el César a la millor actriu secundària el 2021 per Les coses que diem, les coses que fem. El 2023 va anunciar que patia un càncer de glàndula adrenocortical, del qual va morir el 18 de març a l'edat de 43 anys.